# Баранча (приток Тагила)
Баранча́ — река в Свердловской области России, течёт с водораздела Уральского хребта на восточной его стороне и, пробежав около 70 км, впадает слева в реку Тагил в 288 км от её устья. Длина реки — 66 км. Площадь водосборного бассейна — 639 км². Верховье Баранчи находится вблизи истоков рек Ольховки и Кушвы — (притоков реки Туры), и реки Серебряной, притока реки Чусовой.

## Притоки
В Баранчу впадают ряд притоков, наиболее значительные (км от устья):
- 7,3 км: Волчевка (пр)
- Мостовка (лв)
- Сухая (лв)
- 16 км: Большая Гаревая (пр)
- Орулиха (лв)
- Песьянка (лв)
- Шумиха (пр)
- Бельничка (пр)
- Каменка (пр)
- Софьянка (лв)
- Речка 3-я (пр)
- Речка 2-я (пр)
- Речка 1-я (пр)
- Чёрная (лв)
- 39 км: Боровка (лв)
- 40 км: Ак-Тай (пр) — впадает в Нижнебаранчинское водохранилище.
- Журавлик (пр)
- Липовая (пр) — в устье устроен пруд, возле посёлка Верхняя Баранча.
- Татарка (лв)
- Чернушка (лв)

## Пруды и иные гидротехнические сооружения
На реке Баранче имеется два крупных пруда: пруд в посёлке Верхняя Баранча и Нижне-Баранчинское водохранилище в посёлке Баранчинском (в Государственном водном реестре указано как пруд без названия, код водного объекта — 14010501521411200010650, площадь — 0,66 км²).
Русло Баранчи в среднем течении изменено (в частности, в одном месте река разделена каналами на два рукава). Сильно изменено также и русло ряда притоков реки.

## Населённые пункты
На берегах расположен ряд населённых пунктов: Верхняя Баранча, Баранчинский, Софьянка, Евстюниха.

## История
По Баранче есть золотые и платиновые россыпи, а в окрестностях находятся месторождения бурого железняка (а также незначительные месторождения магнитного железняка). В районе реки (на одном из её притоков — Орулихе) в 1824 году было обнаружено первое в России месторождение платины.
По Баранче плыл в 1580 году, направляясь в Сибирь, Ермак, который, поднявшись по рекам Чусовой, Серебрянке и перезимовав на устье реки Кокуй, весною двинулся вперёд сухим путём через перевал к реке Жаравлику и прошёл вдоль неё до Баранчи. Затем, построив на Баранче плоты, он спустился сначала по ней в Тагил и Туру.
5 км ниже устья Баранчи, на берегу Тагила, находится гора Медведь-Камень, бывшая предметом поклонения вогулов.

## Данные Государственного водного реестра
- Бассейновый округ — Иртышский (14)
- Речной бассейн — Иртыш (1)
- Речной подбассейн — Тобол (российская часть бассейна) (5)
- Водохозяйственный участок — река Тагил от г. Нижнего Тагила до устья (15)
- Код по гидрологической изученности — 111200531
- Номер тома по ГИ — 11
- Выпуск по ГИ — 2
- Код водного объекта —14010501512111200005316[3].